# Xavier Melgarejo Draper
Xavier Melgarejo Draper (Barcelona, 17 de mayo de 1963 - 20 de febrero de 2017) fue un psicólogo y pedagogo especializado en el sistema educativo finlandés.

## Trayectoria profesional
En 2005 se doctoró en pedagogía por la Universidad Ramon Llull. Desde 1987 es profesor y orientador psicopedagógico en el colegio Claret de Barcelona, escuela de la que fue director desde 2003 hasta 2012. En 2005 presentó su tesis doctoral sobre el sistema educativo finlandés que hizo que se le considerase su máximo experto, después de estar 15 años estudiándolo y que lo convirtió en asesor del Instituto Iberoamericano de Finlandia. Fue docente del postgrado de formación de directores de centros escolares, y también en la Escuela de Educadores de la Fundación de Escuelas Cristianas de Cataluña. También coordinó la sección de educación de la Sociedad Económica de Amigos del País. Fue pionero en metodologías para la prevención del consumo de drogas en la ESO y, durante los años en los que fue el director del colegio Claret de Barcelona, preocupado por ayudar a la mejora de la educación, consiguió reducir el fracaso escolar del centro del 20 % al 1 %.
Dejó su cargo de director del colegio Claret de Barcelona cuando, el 23 de septiembre de 2012 le diagnosticaron cáncer de pulmón con metástasis en diferentes huesos.
También ha sido presidente de la Comisión de Ordenación del Sistema Educativo del Consejo Escolar de Cataluña desde el 12 de mayo de 2011 hasta el 26 de noviembre de 2014,  fecha en la que se comunicó la renuncia de Melgarejo como miembro del Consejo Escolar de Cataluña por motivos personales. Así mismo, formó parte del Consejo Superior de Evaluación del Sistema Educativo de Cataluña como profesional experto. Estos cargos le llevaron a realizar numerosas conferencias en congresos, seminarios y universidades, así como, realizar comparecencias sobre educación en el Congreso y el Senado.
Melgarejo explica que el éxito del sistema educativo finlandés está en tres elementos: el valor de la lectura, el aprecio a la infancia y la preparación del profesorado. Añade que la responsabilidad de la educación radica en tres engranajes: la familia, la escuela y la sociedad.
Xavier Melgarejo colaboraba con el portal de actualidad religiosa CatalunyaReligió.cat en el espacio "Familia y escuela".
El 31 de octubre de 2014 Xavier Melgarejo fue condecorado Caballero de la Rosa Blanca de Finlandia, reconocimiento que da directamente el presidente de la república y que, en su nombre, le otorgó el embajador Roberto Tanzi-Albi en Madrid. El 28 de mayo de 2015, Irene Rigau -consejera de Enseñanza de entonces-, en nombre de la Facultad de Ciencias de la Educación y el Deporte - Blanquerna, otorgó a Melgarejo el primer Premio Blanquerna-Educación. Fue además, autor de dos libros; Gracias, Finlandia (2013) y Ante la adversidad: amor y libertad (2017), sobre su experiencia como enfermo de cáncer.
Murió el 20 de febrero de 2017 víctima de un cáncer de pulmón.
El Gobierno de la Generalidad de Cataluña le concedió, a título póstumo, la Cruz de Sant Jordi el 11 de abril de 2017.